# Centre Nacional d'Independents i Agraris
El Centre Nacional d'Independents i Agraris (CNIP) és un partit polític francès de caràcter liberal-conservador fundat el 6 de gener de 1949. Va succeir al Centre national des indépendants després de l'absorció provisional del Parti paysan d'union sociale de Paul Antier el 1951. Vol agrupar tts els corrents de la dreta clàssica hostil al dirigisme dels partits d'esquerra (PCF, SFIO) o de centre (MRP), així com el Partit Republicà de la Llibertat (PRL), els Republicans Independents o l'Acció Republicana i Social. Entre 2002 i 2008 ha anat associat a la dreta representada per la Unió pel Moviment Popular, en la que presenta membres a les llistes. Des del 24 d'octubre de 2009 el seu president és el diputat Gilles Bourdouleix, alcalde de Cholet.

## Personalitats
El CNIP fou fundat pels senadors Roger Duchet, René Coty i Jean Boivin-Champeaux. La seva figura més popular ha estat Antoine Pinay. Un dels seus parlamentaris més coneguts ha estat Paul Reynaud.
El CNIP de la Quarta República Francesa va mantenir dins les seves files homes que durant l'ocupació alemanya havien tingut trajectòries polítiques divergents. Així va acollir dins el seu grup parlamentari Jacques Isorni, antic resistent però també advocat del mariscal Philippe Pétain el 1945, Antoine Pinay qui fou breument membre del Consell d'Estat francès, Joseph Laniel, resistent històric, membre del CNR, però també partidari d'una amnistia de les condemnes del període anomenat de depuració.
El CNIP també ha comptat entre els seus membres presidents de la República, René Coty i Valéry Giscard d'Estaing (bé que ja no n'era membre quan fou escollit), així com tres presidents del consell: Paul Reynaud, Antoine Pinay i Joseph Laniel.
Jean-Marie Le Pen també fou elegit diputat pel departament del Sena de 1958 a 1962 sota l'etiqueta CNIP quan va trencar amb Pierre Poujade.

## Història
Amb més de 90 diputats, va tenir un paper central durant la segona legislatura de la Quarta República Francesa per arribar a dividir el Reagrupament del Poble Francès (27 diputats votaren a favor de la candidatura de Pinay). Va mantenir el mateix nombre de diputats durant la tercera legislatura amb 95 diputats, però el seu paper polític va ser menor en una legislatura inclinada a l'esquerra. En política exterior, les posicions de la majoria dels CNIP durant la Quarta República van ser molt similars a les del partit demòcrata cristià MRP: compromís amb la integració europea i l'Aliança Atlàntica.
El CNIP ha encoratjat el retorn al poder de Charles de Gaulle, tot i la reticència inicial de Roger Duchet, un dels seus fundadors, i va contribuir a la caiguda del govern de Pierre Pflimlin, retirant-se del seu govern el maig de 1958. Va obtenir 117 escons a les eleccions legislatives franceses de 1958 sota el nom d'"Indépendants et paysans d'action sociale" (IPAS), convertint-se en la formació principal de la majoria presidencial després de la UNR. Antoine Pinay va donar suport a la reforma monetària de desembre de 1959 (nou franc). Els independents foren dividits a causa de la qüestió algeriana.
El 5 d'octubre de 1962, 107 diputats del CNIP refusaren la confiança al primer govern de Georges Pompidou, se separaren de la majoria governamental sobre la qüestió de la reforma constitucional que instituïa l'elecció del President de la República per sufragi universal directe, provocant així l'escissió dels Republicans Independents (Valéry Giscard d'Estaing, Raymond Mondon, Louis Jacquinot, Jean de Broglie, Raymond Marcellin), favorables a la reforma constitucional i a la continuació de l'aliança amb els gaullistes de l'UNR-UDT. Amb 11 diputats repartits en dos grups a les eleccions legislatives franceses de 1962, el CNIP ja no tingué un paper important i només un paper secundari en la formació dominant de la dreta (UDR, RPR i avui UMP).
El 1987, sota Yvon Briant, el secretari general més proper del RPR, Philippe Malaud abandonà el CNIP, del que n'havia estat president des del 1980 i fundà l'efímera Federació Nacional dels Independents (FNI). Jacques Féron el va succeir com a cap del CNIP.
El CNIP va intentar convertir-se en el pont entre la dreta parlamentària i el Front Nacional. A les eleccions legislatives franceses de 1988 hom va trobar membres del CNIP a les llistes de RPR-UDF. Tanmateix, el CNIP presentà llistes comunes als departaments de París, Essonne i Val-d'Oise). El seu secretari general, Yvon Briant, fou elegit dins una llista Front Nacional-Reagrupament Nacional, i va seure alguns mesos en el grup parlamentari del FN fins que en fou exclòs.
Per a les eleccions al Parlament europeu de 1989, el CNIP donà suport a la llista RPR-UDF dirigida per Valéry Giscard d'Estaing, i en la que Yvon Briant fou escollit eurodiputat.
El CNIP s'alià aleshores amb el RPR i el MPF (candidatures comunes amb el partit a les Eleccions legislatives franceses de 1997, sota l'etiqueta La Droite indépendante (LDI)). El 1998, el CNIP es fusionà amb dues petites formacions dretanes, el Partit per la Llibertat i el Partit Nacional Republicà, sense canviar el nom, abans d'adherir-se a l'UMP com a persona jurídica associada el 2002.
El consell nacional del CNIP va decidir el 7 de juny de 2008 reprendre la seva independència vis-à-vis de l'UMP, de la que n'ha estat membre fundador, i anuncia la seva intenció de presentar les seves pròpies llistes a les eleccions europees.

## Història recent
L'alcalde del districte VIII de París, François Lebel, va anunciar l'abril de 2008 la seva unió al CNIP. Actualment és vicepresident del CNIP i membre del seu Buró Polític.
El candidat proposat pel CNIP a les eleccions presidencials franceses de 2007 va ser Jean-Michel Jardry, llavors vicepresident del CNIP, que va recollir 341 promeses de patrocini. Després del vot dels membres del Consell Nacional el 17 de febrer 2007 (57% a favor de Nicolas Sarkozy, François Bayrou el 16%, 12% de Philippe de Villiers i 5% Jean-Marie Le Pen) va anunciar el seu suport a Nicolas Sarkozy. Jean-Michel Jardry es retirà de la cursa per la presidència de la República.
El 4 de març de 2009, el CNIP presentà els seus dos primers caps de llistes a les eleccions al Parlament Europeu de 2009 a les circumscripcions d'Illa de França (Annick du Roscoät) i Ultramar (Daniel Mugerin). Mancat d'acord electoral amb l'UMP, presentà llistes a cinc circumscripcions. Va treure 11.700 vots a Illa de França i 2,65% a la Guaiana, únics llocs on va presentar candidatures. A les eleccions cantonals franceses de 2011 va obtenir una mitjana del 8,02% dels sufragis.
Annick du Roscoät, president del CNIP des de 2000, fou substituït per Gilles Bourdouleix, diputat i alcalde de Cholet, el 24 d'octubre de 2009.
A les eleccions regionals de 2010, el CNIP s'alià a moltes regions amb Debout la République de Nicolas Dupont-Aignan. A Llenguadoc-Rosselló i d'altres regions, va donar suport candidats divers droite com Christian Jeanjean. A Vendée, el CNIP participà en la llista de la majoria presidencial amb l'UMP i el MPF. A Nord-Pas-de-Calais, el president del CNI de Pas-de-Calais presentà la seva pròpia llista.
Després d'haver refusat inicialment unir-se al Comitè per a la Majoria Presidencial a França a causa del paper dels partits de centreesquerra com Esquerra Moderna i Els Progressistes, finalment es va unir al Comitè el novembre de 2010.
Els Joves Independents i Agraris o «Joves CNIP» són el moviment de joventuts del CNIP; el president és Alexandre Cuignache i el secretari general Antoine Aupetitallot de Chemellier.
El novembre de 2010, el CNIP va iniciar un acostament a La Droite Libre, moviment liberal-conservador. L'abril de 2011 va fer el mateix amb el Partit Cristianodemòcrata de Christine Boutin. Finalment, després de les negociacions conduïdes per Jérôme Besnard, Gilles Bourdouleix anuncià que el seu partit s'unia a L'Aliança Republicana, Ecologista i Social, ideada per Jean-Louis Borloo. Aquest anunci provocà un violent desacord entre la Presidenta d'honor, Annick du Roscoät partidària de mantenir la línia dretana i conservadora del partit i el president Gilles Bourdouleix amb l'objectiu de posicionar el CNIP al centredreta, segons ell el seu lloc històric.

## Resultats electorals

### Eleccions legislatives
| Any  | Líder                 | Vots           | %              | Escons    | +/– |
| ---- | --------------------- | -------------- | -------------- | --------- | --- |
| 1951 | Roger Duchet          | 2,563,782 (#4) | 13.64          | 96 / 625  | –   |
| 1956 | Roger Duchet          | 3,259,782 (#2) | 14.99          | 95 / 595  | 1   |
| 1958 | Roger Duchet          | 4,092,600 (#2) | 19.9           | 132 / 546 | 37  |
| 1962 | Camille Laurens       | 1,404,177 (#6) | 7.66           | 28 / 491  | 104 |
| 1967 | Camille Laurens       | Dins d'UDR     | Dins d'UDR     | 0 / 491   | 28  |
| 1968 | Camille Laurens       | Dins d'UDR     | Dins d'UDR     | 0 / 491   | -   |
| 1973 | Camille Laurens       | Dins d'UDR     | Dins d'UDR     | 0 / 491   | -   |
| 1978 | Bertrand Motte        | Dins de RPR    | Dins de RPR    | 8 / 491   | 8   |
| 1981 | Philippe Malaud       | Dins de RPR    | Dins de RPR    | 5 / 491   | 3   |
| 1986 | Philippe Malaud       | Dins de RPR    | Dins de RPR    | 5 / 573   | -   |
| 1988 | Jacques Féron         | Dins de RPR    | Dins de RPR    | 5 / 577   | -   |
| 1993 | Jean-Antoine Giansily | 122,194 (#13)  | 0.5            | 2 / 577   | 3   |
| 1997 | Olivier d'Ormesson    | 132,814 (#13)  | 0.52           | 0 / 577   | 2   |
| 2002 | Annick du Roscoät     | 14,403 (#19)   | 0.06           | 2 / 577   | 2   |
| 2007 | Annick du Roscoät     | Dins de la UMP | Dins de la UMP | 2 / 577   | -   |
| 2012 | Gilles Bourdouleix    | Dins de la UMP | Dins de la UMP | 1 / 577   | 1   |

### Parlament Europeu
| Any  | Líder                 | Vots                     | %                        | Escons | +/– |
| ---- | --------------------- | ------------------------ | ------------------------ | ------ | --- |
| 1979 | Bertrand Motte        | Dins de la UDF           | Dins de la UDF           | 0 / 81 | –   |
| 1984 | Philippe Malaud       | Dins la coalició UDF-RPR | Dins la coalició UDF-RPR | 2 / 81 | 2   |
| 1989 | Jacques Féron         | Dins la coalició UDF-RPR | Dins la coalició UDF-RPR | 2 / 81 | -   |
| 1994 | Jean-Antoine Giansily | Dins la coalició UDF-RPR | Dins la coalició UDF-RPR | 0 / 87 | 2   |
| 2009 | Annick du Roscoät     | 8,656 (#12)              | 0.05                     | 0 / 72 | -   |

## Presidents
El càrrec, creat el 1973, ha estat assumit per :
- 1973 - 1975 : François Schleiter
- 1975 - 1979 : Bertrand Motte
- 1979 - 1980 : direcció col·legiada (Jacques Fouchier, Maurice Ligot, Raymond Bourgine)
- 1980 - 1987 : Philippe Malaud
- 1987 - 1989 : Jacques Féron
- 1989 - 1992 : Yvon Briant
- 1992 - 1996 : Jean-Antoine Giansily
- 1996 - 1998 : Olivier d'Ormesson
- 1998 - 1999 : Jean Perrin
- 1999 - 2000 : Gérard Bourgoin
- 2000 - 2009 : Annick du Roscoät
- des de 2009 : Gilles Bourdouleix